# Ləj
Ləj è un comune dell'Azerbaigian situato nel distretto di Lənkəran.